# 普拉夫金斯克區

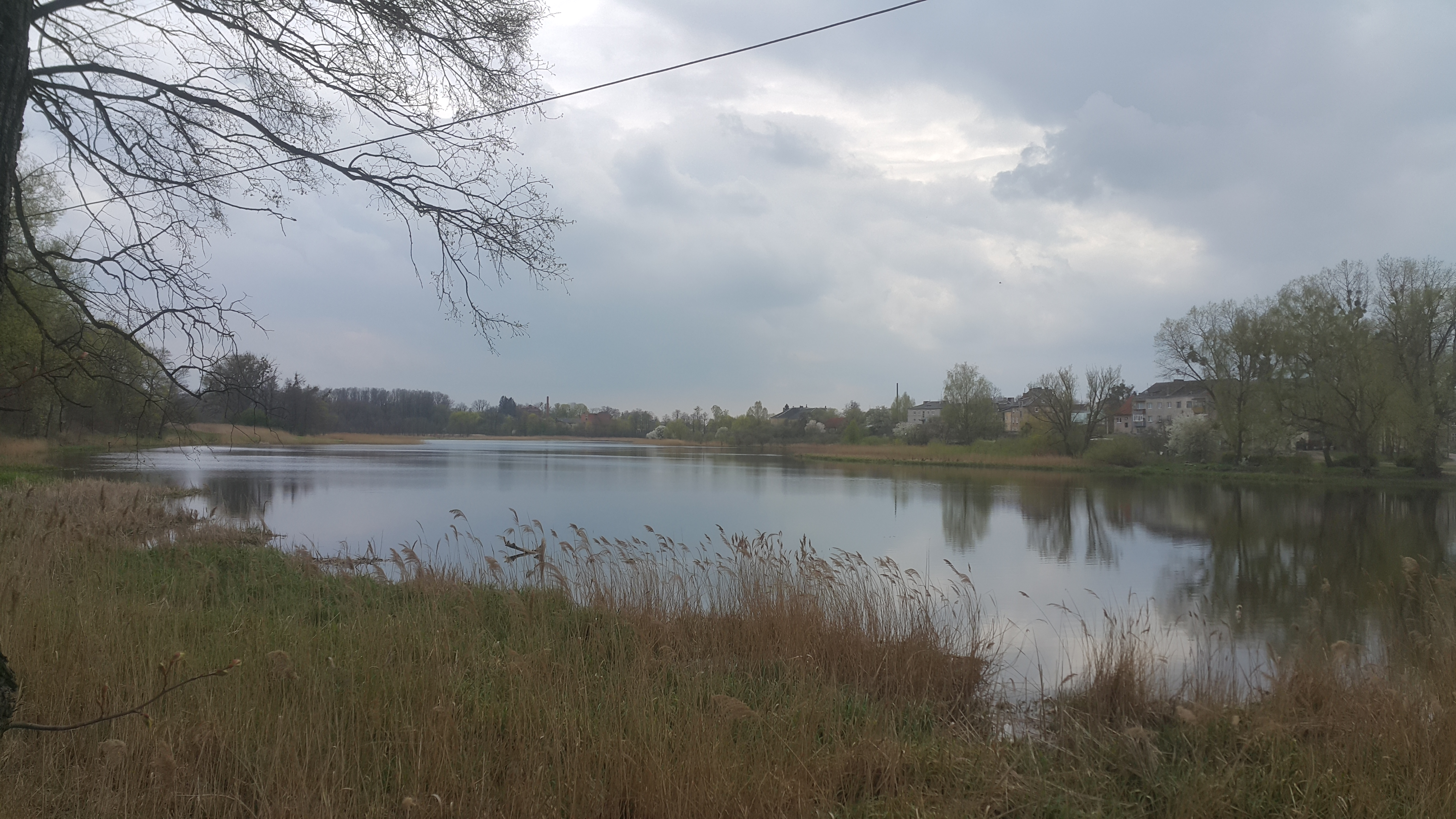

54°27′N 21°01′E / 54.450°N 21.017°E
普拉夫金斯克區（俄语：Правдинский район），是俄羅斯的一個區，位於該國西北部，由加里寧格勒州負責管轄，面積1,300平方公里，2010年人口19,061，人口密度每平方公里14.66人。